# Jaime Francisco Ripoll Martins
Jaime Francisco Ripoll Martins (Altea (Alicante), 1967) is een Spaans componist, muziekpedagoog, dirigent en klarinettist.

## Levensloop
Ripoll Martins begon zijn muzikale loopbaan als klarinettist in de Banda Simfònica de la Sociedad Filarmónica Alteanense in Altea. Vervolgens studeerde hij piano, klarinet, solfège, harmonieleer, compositie en bij José Luis López García orkest- en koordirectie aan het Conservatorio Superior de Música "Óscar Esplà" in Alicante, het Conservatorio Superior de Música "Manuel Massotti Littel" te Murcia en aan het Conservatorio Superior de Música "Joaquin Rodrigo" in Valencia. 
Hij is dirigent van de Agrupación Coral de Benidorm, de Agrupación Coral de la Unión Musical de La Nucía en de Coro de la Sociedad Filarmónica Alteanense in zijn geboortestad. Verder was hij als dirigent en gast-dirigent verbonden aan de Banda di Música Unió Musical d'Ibi (tot 2004) en aan de Banda di Música de la Societat Musical Banyeres de Mariola.
Ripoll Martins is verbonden als professor voor compositie aan het Conservatorio Profesional de Música «Ruperto Chapí» de Elda en eveneens dirigent van het orkest en de banda (harmonieorkest) van het conservatorium aldaar. 

## Composities

### Werken voor banda (harmonieorkest)
- 1991 Cristians d'Altaia, marcha cristiana
- 1992 Templaris d'Altea, marcha cristiana
- 1994 Als moros vells, marcha mora
- 1994 Paqui la Rellotgera, marcha cristiana
- 1995 Al rei moro, marcha mora
- 1995 Rei Cristià '95, marcha cristiana
- 1997 El sariero, marcha cristiana
- 1997 Sharquíes '97, marcha mora
- 1997 Laura sarraïna, marcha mora
- 2000 Al meu iaio (A mi yayo), paso doble
- 2000 Moros de Bernia, marcha mora
- 2001 El Birro, paso doble
- 2001 Maldo ambaixador, marcha mora
- 2001 Califach
- 2002 A mitges, paso doble  (samen met: Daniel Ferrero Silvage)
- 2003 Berebers d'Altea, marcha mora
- 2004 Patricia, marcha cristiana
- 2006 Alferes Maria, marcha cristiana (opgedragen aan: Maria Zaragozí, Alferes 2006 de la filà Cristians d'Altaia)
- 2006 Al Riua Rei, marcha cristiana (opgedragen aan: Rei Cristià "Riuaes" de la Companyia Pescadors de la Vila 2006)
- 2007 Als Moros Mut, marcha mora
- 2007 Paco Rei, marcha cristiana
- 2008 Pepe Coello, paso doble (opgedragen aan: Pepe Coello)
- 2008 Alonso Conqueridor, marcha cristiana
- 2008 Palmera l'ambaixador, marcha mora
- 2011 Elianoam, paso doble
- 2011 Pere Rei Destraler, marcha cristiana
- 2011 Altea en el record, symfonie
- 2012 Alferes, fill de Rei, fanfarria masera
- Amparito la del Sol, paso doble
- Millennium Pace, tríptic simfònic coral - voor gemengd koor en harmonieorkest - tekst: Franciscus van Assisi (verplicht werk tijdens het "36e Certamen Internacional de Bandas de Música Vila D’Altea in Altea in 2007) 
  1. Desencuentro[1]
  2. Meditación
  3. Fiesta de la concordia[2]
- Pauleta, marcha cristiana
- Pescadors de la Vila, marcha cristiana
- Socarrats i Tramussers, paso doble
- Úrsula, paso doble